# Rue Buffon (Paris)
Ne doit pas être confondu avec Rue Buffault.
Pour les articles homonymes, voir Rue Buffon.
La rue Buffon est une voie située dans le quartier du Jardin-des-Plantes du 5e arrondissement de Paris.

## Situation et accès
La rue Buffon, parcourue d'est en ouest depuis les années 1960 par le bus n° 89, est aussi accessible par les lignes de métro 7 à la station Censier-Daubenton (à l'ouest), 5 et 10 à la station Gare d'Austerlitz (à l'est), où passe la ligne de RER C.
On peut également l'atteindre en environ 5 minutes de marche depuis la station de métro Jussieu (lignes 7 et 10 du métro de Paris, au nord-ouest). Arrivé place Jussieu, on emprunte la rue du même nom vers le Jardin des plantes que l'on traverse de part en part dans le sens de la largeur, en maintenant un cap presque rectiligne… et à la sortie sud-est du Jardin, on est rue Buffon (à hauteur du no 43 desservant le laboratoire d'entomologie en face).

## Origine du nom
La rue doit son nom à Georges Louis Leclerc, comte de Buffon (7 septembre 1707 – 16 avril 1788), qui fit construire à l'actuel no 26 sa « maison de Buffon », après avoir vécu quelque temps au no 29, dans un hôtel particulier aujourd'hui disparu. Ce naturaliste, maître de forges et écrivain français, fut l'intendant du Jardin du Roi, c'est-à-dire le Jardin royal des plantes médicinales, devenu à la Révolution française le Muséum national d'histoire naturelle. Ce dernier siège toujours au même jardin, quoique le jardin est de nos jours connu sous le simple nom de « Jardin des plantes ». Buffon agrandit cette institution au sud de la rue, en achetant le clos Patouillet, également appelé « îlot Buffon-Poliveau », qui abrite des laboratoires de recherche, des collections scientifiques d'histoire naturelle et des semis du Muséum.

## Historique
Créée à la place d'une allée du Jardin du Roi, sur des terrains auparavant marécageux longeant la Bièvre, elle fut commencée à l'est en 1765 et alors dénommée « desserte du Jardin du Roy » ou « rue du rempart Saint-Victor ». Elle est prolongée vers l'ouest en 1790 jusqu'à l'actuelle rue Geoffroy-Saint-Hilaire.
En 1910, la rue Buffon subit la crue centennale de la Seine : une plaque à l'entrée de l'école au no 21 indique le niveau maximum atteint par les eaux.

## Bâtiments remarquables et lieux de mémoire
- La rue sépare la partie nord du Muséum national d'histoire naturelle (« Jardin des plantes ») de la partie sud (« clos Patouillet » ou « îlot Buffon-Poliveau ») classées, avec l'ensemble des bâtiments, monument historique le 24 mars 1993[4]) ; les numéros pairs se situent côté Jardin des plantes.
  - En 1919, les restes humains des victimes de Landru sont expertisés par un professeur d’anatomie du Muséum. Les autorités judiciaires l’autorise à enterrer ces restes dans l’« ilôt Poliveau »[5].
- À l’extrémité est, au no 4, la reproduction d'un mammouth est visible depuis la rue ; les nos 4 et 8 desservent le bâtiment où se trouvent aussi bien l'Institut de paléontologie que les galeries de Paléontologie et d'Anatomie comparée du Muséum.
- Au no 10 se trouve l’allée des Jussieu du Jardin des plantes, à la place du canal des Victorins, un bras artificiel de la Bièvre creusé par les moines de l'ancienne abbaye Saint-Victor.
- Aux nos 14 et 16 se trouve la galerie de Botanique du Muséum.
- Au no 15 bis se trouve une médiathèque-bibliothèque municipale portant également le nom de Buffon.
- Entre les nos 18 et 24, la rue longe la galerie de Minéralogie et de Géologie du Muséum.
- Au no 19 se trouve le domicile où meurt Nicolas Dalayrac[6].
- À l'extrémité ouest, se trouve au no 26 la maison de Buffon, bâtie et habitée par le naturaliste, abritant aujourd'hui les éditions du Muséum et plusieurs laboratoires et services ; ce numéro dessert également la grande galerie de l'Évolution du Muséum.
- Au no 29 se trouve l'emplacement du premier domicile parisien du jeune Buffon, lorsqu'il fut nommé intendant du Jardin du Roi.
- Les nos 43 à 63 desservent le clos Patouillet et, notamment, au no 45, la galerie d'Entomologie du Muséum et la Société entomologique de France.

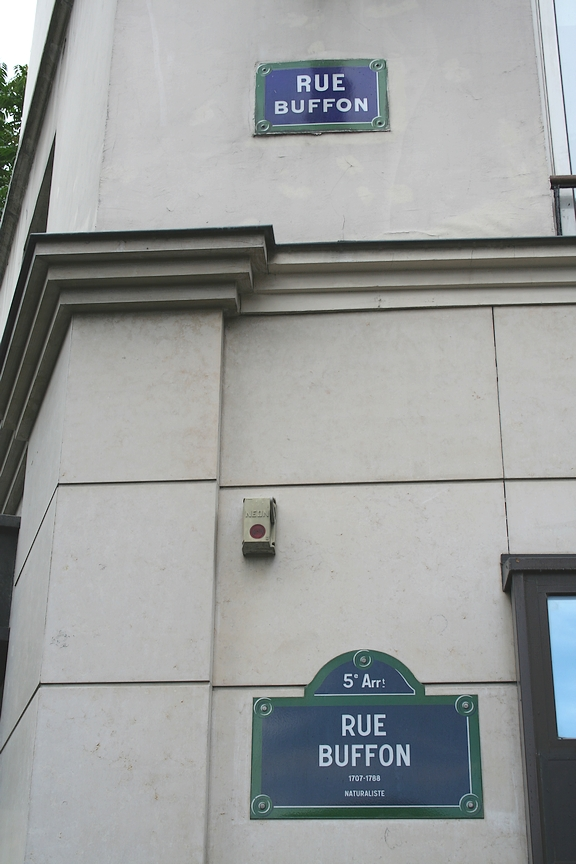
Plaques de la rue
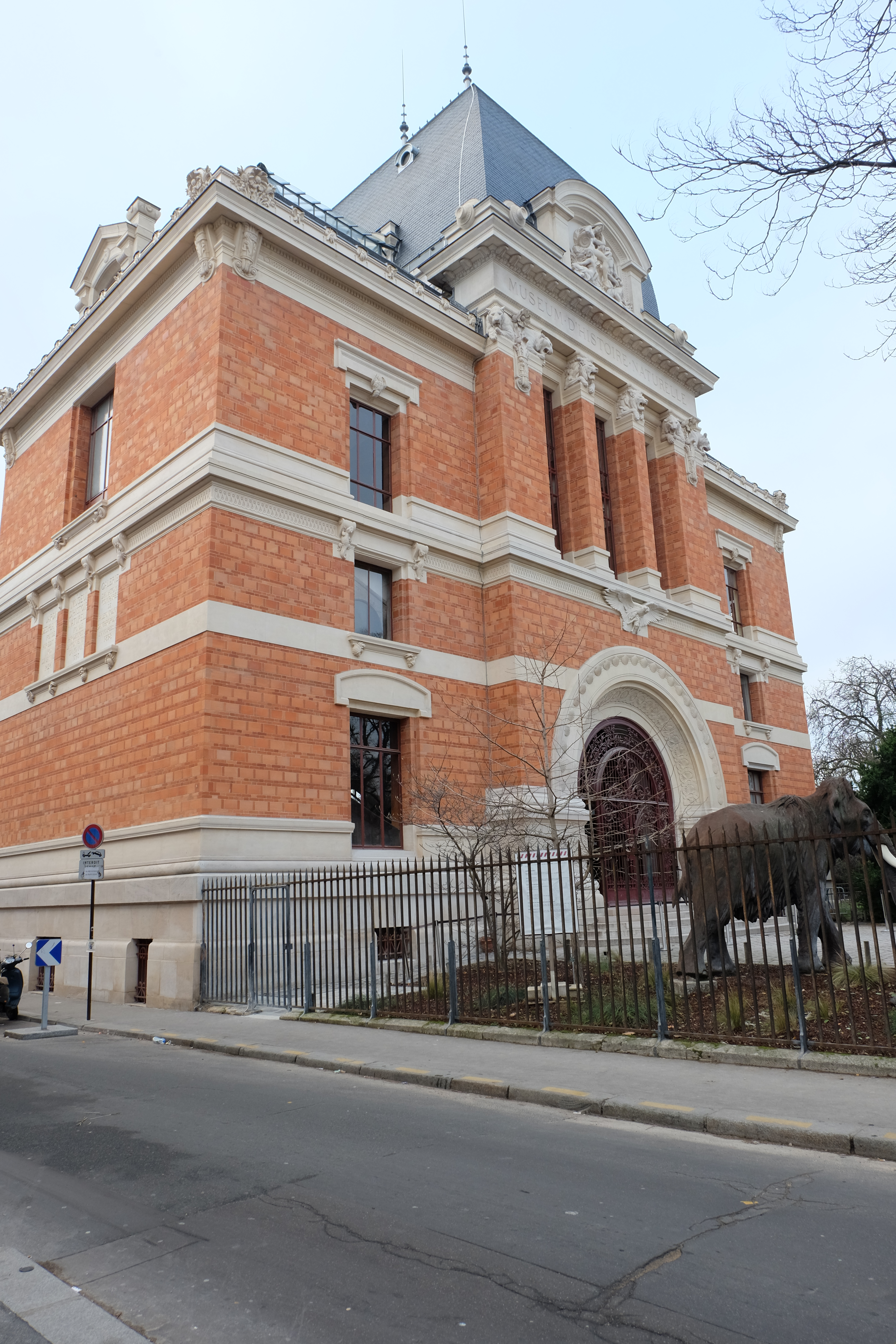
La galerie de Paléontologie et d'Anatomie comparée du Muséum, avec le mammouth, au no 4.
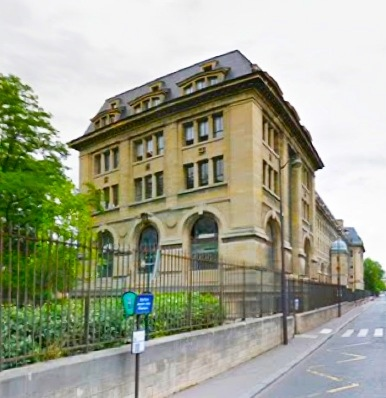
La galerie de Botanique du Muséum, au no 16.
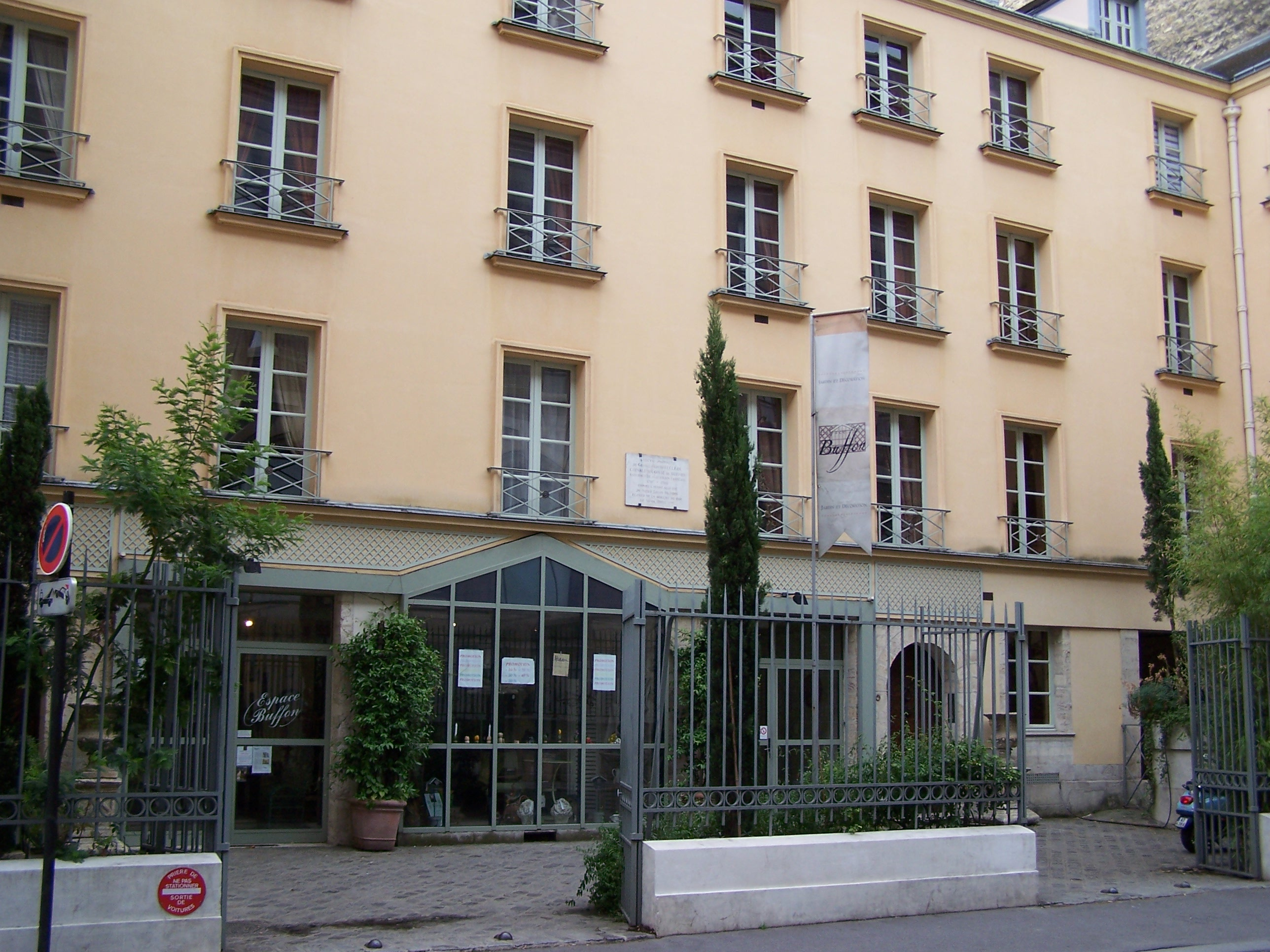
Un immeuble d'habitation rénové au no 29, avec la plaque commémorative rappelant Buffon.